# Кавказская мышь
Кавказская мышь (лат. Apodemus ponticus) — вид млекопитающих из семейства мышиных (Muridae).

## Ареал и среда обитания
Ареал включает территории следующих стран: Армении, Азербайджана, Грузии, России. Среда обитания и экология аналогичны желтогорлой мыши (Apodemus flavicollis). Населяет смешанные леса, лесостепи, травянистые поля и густые заросли.

## Поведение
Главным образом ведут ночной образ жизни. Использует естественные гнезда или делает норы и кладовые питания. Потребляет семечки, зерно, орехи и насекомых. Делает запасы орехов и других продуктов питания.
Размножение происходит в теплое время года, размер приплода составляет 5—6 детенышей.

## Угрозы и охрана
Никаких серьезных угроз для этого вида нет. Проживает в том числе и на охраняемых территориях.